# Spilosoma sangaica
Spilosoma sangaica är en fjärilsart som beskrevs av Walker 1864. Spilosoma sangaica ingår i släktet Spilosoma och familjen björnspinnare. Inga underarter finns listade i Catalogue of Life.